# Cesària d'Avinyó
|  | Per a altres significats, vegeu «Cesària d'Arle». |

Cesària d'Avinyó (Avinyó, s. VI - Vilanova d'Avinyó, 586) va ésser una eremita occitana de la diòcesi d'Avinyó (Valclusa), a l'oest del Roine. És venerada com a santa per diverses confessions cristianes.

## Biografia
Casada amb un home de bona condició de nom Valent, hi va viure en perfecta continència. Finalment Valent es va ordenar sacerdot i Cesària va optar per fer vida solitària i es va retirar a una cova de la muntanya Andaon, anomenada més tard muntanya de Sant Andreu, on va viure la resta dels seus dies i on va morir en olor de santedat el 8 de desembre del 586.

## Veneració
Les seves relíquies foren guardades a una capella al cim de la muntanya, on després sorgí, al segle x, l'abadia de Sant Andreu i on hi ha un castell que domina el Roine, enfront de la ciutat d'Avinyó. Al voltant de l'abadia va néixer el poble de Vilanova d'Avinyó.